# Classic Loire-Atlantique
Classic Loire-Atlantique er et fransk endagsløb i landevejscykling som arrangeres hvert år i marts. Løbet er blevet arrangeret siden 2000. Løbet er af UCI klassificeret som 1.1 og er en del af UCI Europe Tour. 

## Vindere
| År                   | Vinder                | Toer              | Treer              |        |
| -------------------- | --------------------- | ----------------- | ------------------ | ------ |
| (for amatører)       |                       |                   |                    |        |
| 2000                 | Frédéric Delalande    | Emmanuel Mallet   | Gilles Canouet     |        |
| 2001                 | Nicolas L'Hôte        | Erki Pütsep       | Jonathan Dayus     |        |
| 2002                 | Rune Jogert           | Ludovic Rousselot | Lloyd Mondory      |        |
| (for professionelle) |                       |                   |                    |        |
| 2003                 | Thomas Voeckler       | Anthony Charteau  | Sébastien Hinault  |        |
| 2004                 | Erki Pütsep           | Denis Robin       | Franck Pencolé     |        |
| 2005                 | José Alberto Martínez | Alberto Benito    | Aljaksandr Vusaw   |        |
| 2006                 | Sergej Kolesnikov     | Noan Lelarge      | Mathieu Drujon     |        |
| 2007                 | Nicolas Jalabert      | Jurij Trofimov    | Piotr Zieliński    |        |
| 2008                 | Mikel Gaztañaga       | Jimmy Casper      | Frédéric Finot     |        |
| 2009                 | Cyril Bessy           | Michael Reihs     | David Lelay        |        |
| 2010                 | Laurent Mangel        | Renaud Dion       | Pierrick Fédrigo   |        |
| 2011                 | Lieuwe Westra         | Bert Scheirlinckx | Yohan Cauquil      |        |
| 2012                 | Florian Vachon        | Mirko Selvaggi    | Sébastien Delfosse |        |
| 2013                 | Edwig Cammaerts       | Jawhen Hutarovitj | Laurent Pichon     |        |
| 2014                 | Alexis Gougeard       | Kenneth Vanbilsen | Wesley Kreder      |        |
| 2015                 | Alexis Gougeard       | Marco Marcato     | Anthony Delaplace  |        |
| 2016                 | Anthony Turgis        | Loïc Chetout      | Kévin Ledanois     |        |
| 2017                 | Laurent Pichon        | Thomas Boudat     | Hugo Hofstetter    |        |
| 2018                 | Rasmus Quaade         | Daniel Hoelgaard  | Armindo Fonseca    |        |
| 2019                 | Rudy Barbier          | Marc Sarreau      | Rory Townsend      |        |
| 2020                 | aflyst                | aflyst            | aflyst             | aflyst |
| 2021                 | Alan Riou             | Valentin Madouas  | Dorian Godon       |        |
| 2022                 | Anthony Perez         | Lewis Askey       | Matis Louvel       |        |
| 2023                 | Axel Zingle           | Laurence Pithie   | Maikel Zijlaard    |        |
| 2024                 | Paul Lapeira          | Tom Van Asbroeck  | Emmanuel Morin     |        |
| 2025                 | aflyst                | aflyst            | aflyst             | aflyst |